# دومينيك مارتن
دومينيك مارتن (بالفرنسية: Dominique Martin)‏ هو سياسي فرنسي، ولد في 1 أكتوبر 1961 في كيونزير في فرنسا. حزبياً، نشط في الجبهة الوطنية. وقد انتخب عضو في البرلمان الأوروبي عن دائرة جنوب شرق فرنسا ‏ لترشحه ضمن   قائمة الجبهة الوطنية، وقد انضم خلال فترته النيابية (15 يونيو 2015 – )  للكتلة البرلمانية أوروبا الأمم والحرية ‏ وفي انتخابات البرلمان الأوروبي 2014، انتخب عضو في البرلمان الأوروبي عن دائرة جنوب شرق فرنسا ‏ لترشحه ضمن   قائمة الجبهة الوطنية، وقد انضم خلال فترته النيابية (1 يوليو 2014 – 14 يونيو 2015)  للكتلة البرلمانية غير مرتبطين.

## وصلات خارجية
- الموقع الرسمي